# 게미니게라과
게미니게라과(Geminigeraceae)는 피레노모나스목에 속하는 은편모조류과의 일종이다.

## 하위 속
- 게미니게라속 (Geminigera)
- 길라르디아속 (Falcomonas)
- 하누시아속 (Hanusia)
- 플라기오셀미스속 (Plagioselmis)
- 프로테오모나스속 (Proteomonas)
- 텔레울락스속 (Teleaulax)
- 우르고리속 (Urgorri)